# Juan Antonio Larrañaga
Juan Antonio Larrañaga Gurruchaga (Azpeitia, 3 luglio 1958) è un ex calciatore spagnolo, di ruolo difensore.

## Carriera

### Club
Cresce calcisticamente con il Lagun Onak, da cui passa alla Real Sociedad. Con la società di San Sebastian esordisce con la squadra riserve nella stagione 1977-1978. Tre anni più tardi viene "promosso" alla prima squadra, con la quale debutta nella stagione 1980-1981, precisamente il 16 gennaio 1980, diventandone presto un titolare.
Con la squadra di San Sebastián colleziona 589 presenze (460 in campionato), si aggiudica una Supercoppa di Spagna, una Coppa del Re e per due volte lo scudetto spagnolo (1980-1981 e 1981-1982). Tuttora è il secondo giocatore con il maggior numero di presenze nel club, dietro ad Alberto Górriz.
Per 30 anni, fino all'ottobre 2021, è stato il giocatore ad aver giocato più partite di fila nella Liga, ben 202 tra il 1986 e il 1992, record poi battuto da Iñaki Williams.

### Nazionale
La Nazionale spagnola lo vide in campo una volta, durante Spagna-Cecoslovacchia 1-2 del 24 febbraio 1988.
Conta anche una presenza con la Selezione di calcio dei Paesi Baschi.

## Palmarès

### Club
- Campionato spagnolo: 2

Real Sociedad: 1980-1981, 1981-1982
- Supercoppa di Spagna: 1

Real Sociedad: 1982
- Coppa di Spagna: 1

Real Sociedad: 1986-1987

### Individuale
- Premio Don Balón: 1

1987-1988